# Veliko gledališče v Šanghaju
Veliko gledališče Šanghaj (kitajsko: 上海大剧院; pinjin: Shànghǎi dà jùyuàn) je kompleks, ki stoji na križišču avenije Renmin in ceste Huangpi North Road v severnem delu Ljudskega trga v okrožju Huangpu v Šanghaju. V stavbi domuje Šanghajska operna hiša in druge uprizoritvene skupine.
Gledališče je zasnoval francoski arhitekt Jean-Marie Charpentier skupaj z Inštitutom za arhitekturno oblikovanje vzhodne Kitajske. Od odprtja 27. avgusta 1998 je uprizarjalo predstave oper, muzikalov, baletov, simfonij, komorne glasbe in kitajskih oper.

## Izvor
Od reform in odpiranja v poznih 1970-ih je Šanghaj obiskovalo vse več mednarodnih uprizoritvenih skupin, vendar do 1990-ih ni bilo gledališča, primernega za velike predstave. Ljudska vlada Šanghaja se je odločila zgraditi velik kompleks uprizoritvenih umetnosti, da bi zadovoljila to potrebo in ga spremenila v središče mestne kulture. Leta 1994 se je z vladno naložbo v višini 3000 milijonov RMB začela gradnja SGT.

## Gledališke stavbe in arhitekturni slog
Gledališče je razdeljeno na 8 nadstropij nad tlemi in 2 nadstropji pod tlemi, s skupno površino 62.803 m2. Skupni investicijski proračun je znašal 1,3 milijarde juanov.
Celotna stavba je kristalna palača, ki jo sestavljajo tri glavna gledališča: avditorij, gledališče Buick in studio gledališče, s popolnimi pomožnimi prostori, kot so center za prodajo vstopnic, dvorana za vaje baleta, dvorana za vaje orkestra, VIP dvorana, razstavna dvorana, trgovina s spominki, kavarna, banketna dvorana in parkirna hiša.

### Avditorij
Avditorij je okrašen v toplih zlatih in rdečih barvah. Namenjen je predvsem velikim predstavam, kot so opere, simfonije, baleti, drame in tako naprej. 19,5 metra visok avditorij pokriva površino 1000 m2 in je razdeljen na tri etaže tribun s skupno 1631 sedeži. Strukturni delež in razporeditev sedežev na tribunah zagotavljata, da je občinstvo čim bližje odru in uživa v predstavi iz najboljšega avdiovizualnega kota.
V celotni zasnovi je v popolnoma avtomatskem mehanskem odru uporabljen krmilni sistem Waagner Biro za dvigovanje, nagibanje, vrtenje, lestev in druge transformacije. Dobro opremljeni zvočniki Meyersound in prostorski zvok lahko izpolnjujejo zahteve 5.1-kanalnega sistema. Digitalni mešalnik visoke ločljivosti lahko zagotovi 96 vhodov in 64 izhodov.

### Gledališče Buick
Gledališče Buick, v glavni barvi stabilnega oreha, je na zahodni strani prvega nadstropja. Je prostor za komorne koncerte, pa tudi za manjše in srednje velike dramske predstave, pa tudi prizorišče javnih dobrodelnih nastopov in dejavnosti umetniške vzgoje. Gledališče Buick je razdeljeno na dve ravni tribun s skupno 575 sedeži.
Oder je širok 12 metrov, visok 6 metrov in globok 11 metrov. Nad odrom je odmevna plošča za glas in 25 električnih obešalnikov, katerih nosilnost je do 300 kilogramov, največja višina dviga je 14 metrov, največja hitrost dviga pa 1 m/s. V zaodrju je 5 garderob za 50 ljudi, ki se lahko hkrati preoblečejo.

### Studio gledališče
Studio gledališče, ki je v petem nadstropju, je »gledališče v obliki črne škatle« s temno sivo kot glavno barvo. Predstavlja predvsem manjše eksperimentalne in modne igre. Na voljo je 220 fiksnih sedežev in 80 mobilnih sedežev, ki jih je mogoče kombinirati glede na potrebe predstave. Prostor za predstave meri približno 140 m2. V zaodrju so 4 garderobe za 30 ljudi, ki se lahko hkrati preoblečejo.
Ob vhodu v malo gledališče so avtomati za kovance in omarice za pakete, kjer lahko občinstvo dobi mineralno vodo in položi denar. V zaodrju je ločen VIP salon, kjer so na voljo programska knjiga, čaj, brisače in druge storitve, ki jih lahko VIP osebe uporabljajo pred in med predstavo.

## Uvoz in izvoz kulture
Šanghajsko veliko gledališče aktivno združuje domače in tuje uprizoritvene umetnosti in produkcijske vire ter kitajskemu občinstvu predstavlja svetovne klasike na svoj način, pri čemer vključuje nacionalne elemente in značilnosti. Zaporedoma je sodelovalo s Šanghajsko operno hišo Šaošing, Šanghajsko baletno družbo, Šanghajsko operno hišo, Šanghajsko pekinško operno hišo, Salzburškim glasbenim festivalom v Avstriji, Budimpeštansko veliko umetniško palačo na Madžarskem in Kraljevo operno hišo v Veliki Britaniji pri uprizarjanju različnih vrst predstav, kot so opere, baleti in drame. Način dodajanja kitajskih elementov odlični svetovni kulturi je igral ključno vlogo pri promociji kulturne izvirnosti in ustvarjalnosti Šanghaja ter duha časa.

## Pomembne predstave
- 1999 V Šanghajskem velikem gledališču je bila prvič izvedena opera »Sanje o rdeči sobi« v različici Šaošingove opere.
- 1999 Šanghajsko veliko gledališče je priredilo »Mariinski glasbeni festival« v počastitev 11. obletnice prijateljstva med Šanghajem in Sankt Peterburgom v Rusiji.
- 2000 Šanghajsko veliko gledališče in Sydneyjska operna hiša sta priredila koncert z dvosmernim satelitskim prenosom.
- 2001 Odvila sta se solo koncerta španskega in italijanskega tenorista Dominga in Pavarottija.
- 2002 Gledališče je prvič v Aziji uprizorilo originalni klasični muzikal »Les mizeria« z 21 zaporednimi predstavami.
- 19. 7. 2012 Gledališče je priredilo serijo predstav ob 60. obletnici ustanovitve »Pekinške ljudske umetnosti«.
- 10. 10. 2016 je gledališče gostilo umetniški festival Mariinskega gledališča »Briljantna Rusija« s 7 predstavami, ki so jih prinesle ruska opera, simfonični orkester, zbor in baletna skupina Mariinskega gledališča.
- 11. 10. 2017 je gledališče gostilo umetniški festival Mariinskega gledališča, na katerem sta bila uprizorjena balet »Pepelka« in koncert »Stravinskega noč«.
- 1. 7. 2018 je gledališče gostilo »Svetovni forum za delovanje in razvoj gledališča 2018«.
- 11. 11. 2019 bo potekal »Praznovanje 350. obletnice pariške opere – gala koncert Pariške operne akademije«.